# Xenandra miniacea
Xenandra miniacea är en fjärilsart som beskrevs av Hans Ferdinand Emil Julius Stichel 1909. Xenandra miniacea ingår i släktet Xenandra och familjen Riodinidae. Inga underarter finns listade i Catalogue of Life.